# Komuna e Shënkollit
Komuna e Shënkollit är en kommun i Albanien.   Den ligger i prefekturen Qarku i Lezhës, i den norra delen av landet, 40 km norr om huvudstaden Tirana.
Trakten runt Komuna e Shënkollit består till största delen av jordbruksmark.  Runt Komuna e Shënkollit är det ganska tätbefolkat, med 214 invånare per kvadratkilometer.